# Trimezia cathartica
Trimezia cathartica är en irisväxtart som först beskrevs av Friedrich Wilhelm Klatt, och fick sitt nu gällande namn av Gustavo Niederlein. Trimezia cathartica ingår i släktet Trimezia och familjen irisväxter. Inga underarter finns listade i Catalogue of Life.